# Ілія (річка)
Ілія — річка в Білорусі у Логойському й Вілейському районах Мінської області. Ліва притока річки Няріс (басейн Німану).

## Опис
Довжина річки 62 км, похил річки 1,8 %, площа басейну водозбору 1220 км², середньорічний стік 8,8 м³/с. Формується притоками та безіменними струмками.

## Розташування
Бере початок за 2 км на західній стороні від села Михалковичі. Тече переважно на північний захід і на північній стороні від села Пов'язинь впадає в річку Няріс (Вілейське водосховище), праву притоку річки Німану.